# Adam Clayton

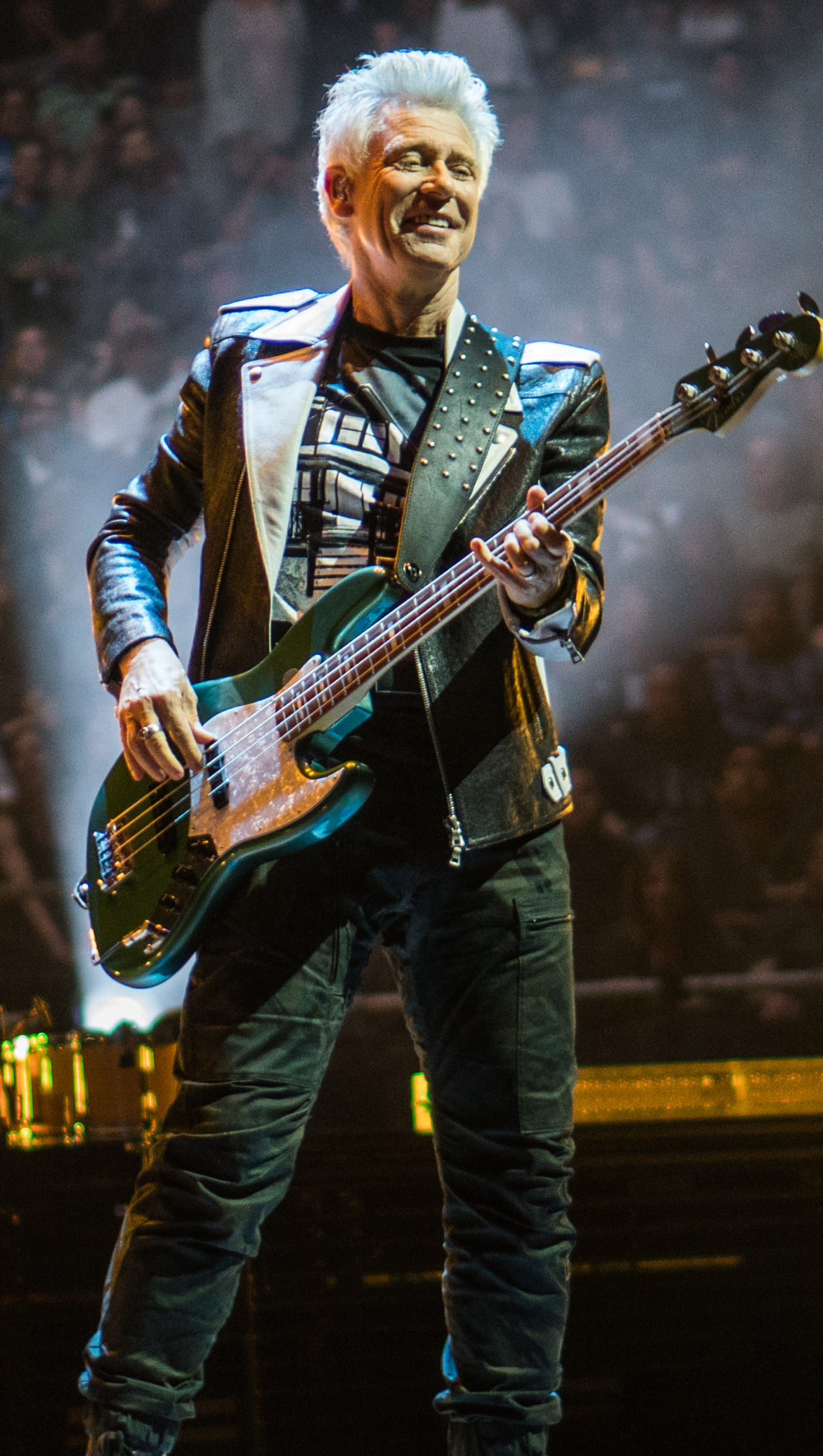
Adam Clayton, 2018

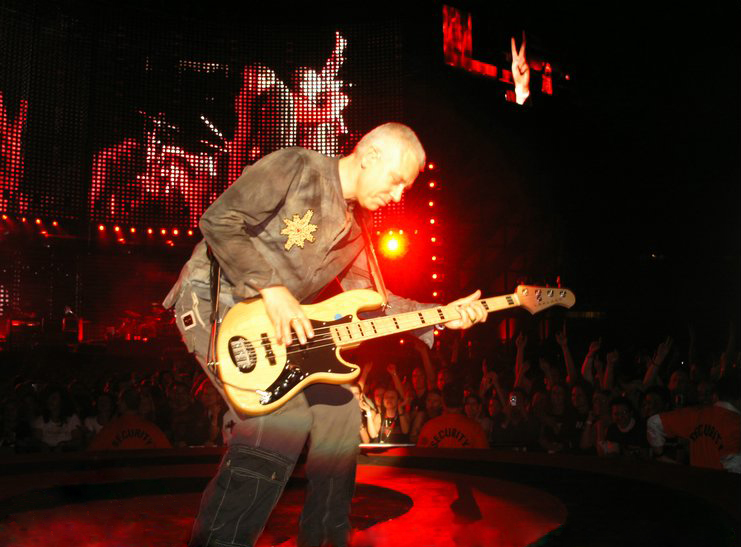
Adam Clayton bei einem Konzert mit U2, 2005

Adam Charles Clayton (* 13. März 1960 in Chinnor/Oxfordshire) ist der Bassist der irischen Rockband U2.

## Biografie
Clayton ist das älteste Kind von Brian, einem Piloten der Royal Air Force, und Jo Clayton. Als er fünf Jahre alt war, zog die Familie in die Yellow Walls Road in Malahide in der Nähe von Dublin, wo seine Schwester Sarah Jane (Sindy) und sein Bruder Sebastian geboren wurden.
Clayton besuchte das private Internat „St. Columba’s College“. Später wechselte er zur „Mount Temple High School“, wo er Bono, The Edge und Larry Mullen Jr. traf. Er startete als U2-Bassist und Bandmanager vor Paul McGuinness. Bei der Hochzeit von Bono am 31. August 1982 war er Trauzeuge. Schlagzeilen machte Clayton im August 1989, als er in Dublin wegen Besitzes einer kleinen Menge Cannabis verhaftet und angeklagt wurde; er verhinderte eine Verurteilung durch eine große gemeinnützige Spende.
Adam Clayton war 1994 für sechs Monate mit Naomi Campbell verlobt. Am 10. April 2006 gab er auf der U2-Website die Verlobung mit seiner langjährigen kanadischen Freundin Susie Smith, Mitarbeiterin im U2 Principal Management, bekannt. Schon im folgenden Jahr gaben sie jedoch ihre Trennung bekannt. Mitte Januar 2011 berichtete der Irish Independent, dass Clayton und seine französische Freundin bereits Anfang 2010 Eltern eines Jungen geworden waren. Kurz darauf wurde diese Meldung durch eine Sprecherin von der Band U2 bestätigt.
Am 4. September 2013 heiratete Adam Clayton seine langjährige brasilianische Freundin Mariana Teixeira De Carvalho in Dublin. Im Juli 2017 gaben sie die Geburt ihrer Tochter Alba über die Irish Times bekannt.

## Musik
1983 gab es einen der wenigen Gesangsauftritte von Clayton auf Endless Deep, einer B-Seite zu U2s Single Sunday Bloody Sunday.
Adam und Bono waren 1984 an der Afrika-Benefiz-Single Do They Know It’s Christmas? beteiligt. Clayton arbeitete außerdem an Alben von Maria McKee mit und spielte den Bass bei Still Water und Jolie Louise auf Daniel Lanois’ Album Acadie. 1994 entstanden unter Clayton und Larry Mullens Beteiligung die Lieder These Days in an Open Book, Don’t Forget About Me, On Grafton Street und This Heart vom Album Flyer der amerikanischen Sängerin Nanci Griffith.
Auf dem 1995 veröffentlichten Album Original Soundtracks No. 1 spricht Clayton die letzte Strophe des Songs Your Blue Room. 1996 nahm er gemeinsam mit seinem U2-Bandkollegen Larry Mullen Jr. den Soundtrack zum Film Mission: Impossible auf. Die Single Theme from „Mission Impossible“ wurde ein internationaler Top-10-Hit.
Clayton ist der Gewinner des Best Bassist Award bei den Orville H. Gibson Guitar Awards in den Jahren 2001 und 2002. Neben seiner Tätigkeit als Bassist bei U2 spielte er auch mit Musikgrößen wie B. B. King und anderen.

## Auszeichnung
- Golden Globe für Mandela – Der lange Weg zur Freiheit, verliehen am 12. Januar 2014

## Equipment
- Fender Precision Bass
- Fender Jazz Bass
- Gibson Thunderbird Bass
- Gibson Les Paul Triumph Bass

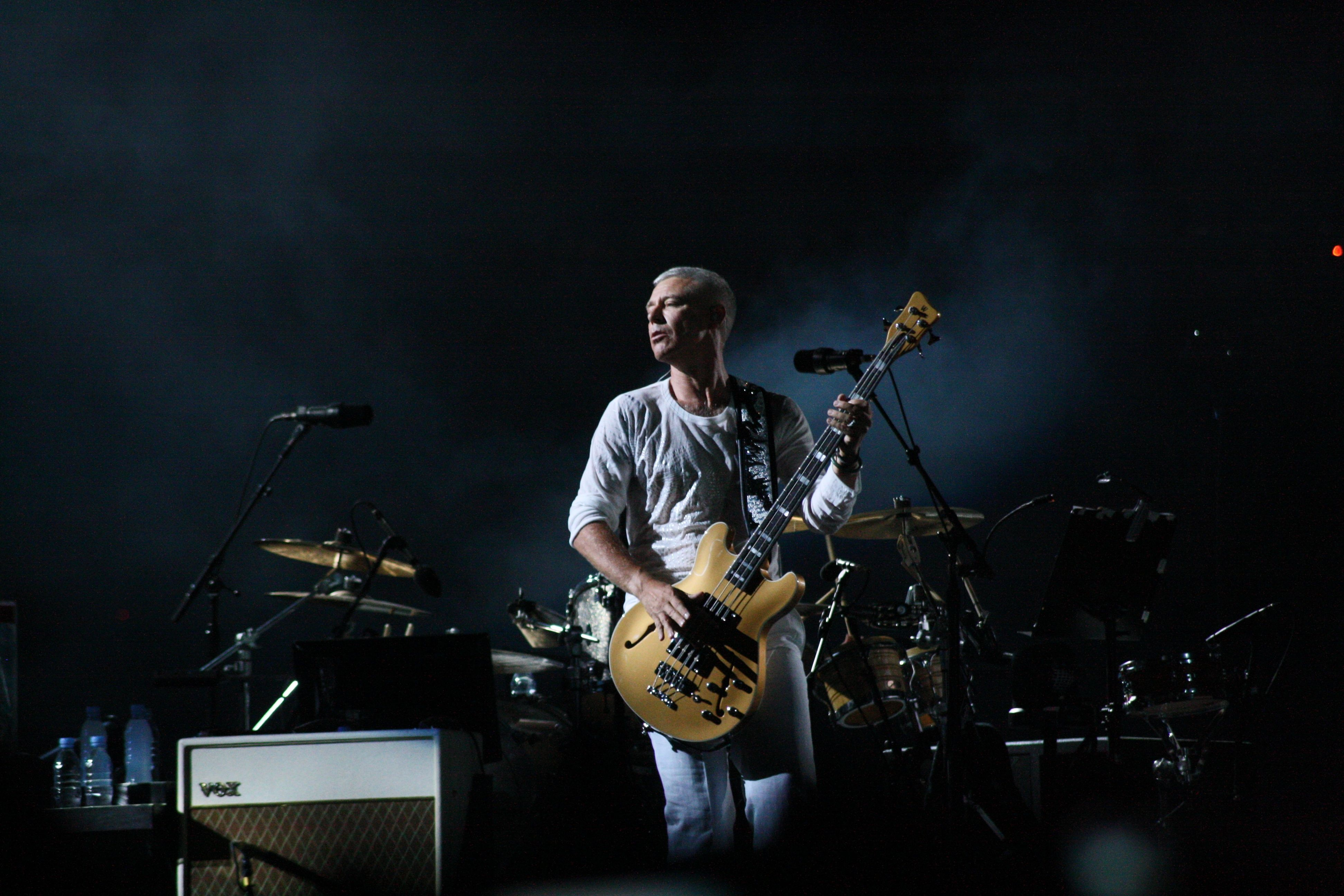
Adam Clayton mit Warwick Star Bass, 2010

- Gibson Les Paul 70’s Recording Bass
- Gibson RD Artist Bass
- Lakland Joe Osborn Signature Bass
- Lakland Darryl Jones Signature Bass (mit Chi-Sonic Pickups)
- Auerswald Custom Bass
- Epiphone Rivoli Bass
- Status John Entwistle Buzzard Bass
- Warwick Reverso Bass[8]
- Warwick Streamer Bass[9][10]
- Warwick Star Bass
- Sadowsky Vintage Bass